# Episodi di Settimo cielo (terza stagione)
La terza stagione della serie televisiva Settimo cielo (7th Heaven), composta da 22 episodi, è stata trasmessa per la prima volta negli Stati Uniti dal 21 settembre 1998 al 24 maggio 1999 sulla rete The WB. In Italia è stata trasmessa in prima visione su Canale 5.
| nº | Titolo originale                              | Titolo italiano                | Prima TV USA      | Prima TV Italia   |
| -- | --------------------------------------------- | ------------------------------ | ----------------- | ----------------- |
| 1  | It Takes Two, Baby                            | Due in più                     | 21 settembre 1998 | 6 agosto 1999     |
| 2  | Drunk Like Me                                 | Una bevanda di troppo          | 28 settembre 1998 | 9 agosto 1999     |
| 3  | Cutters                                       | Brutti tagli                   | 5 ottobre 1998    | 12 agosto 1999    |
| 4  | The Legacy                                    | Violenza a catena              | 12 ottobre 1998   | 10 agosto 1999    |
| 5  | ...And a Nice Chianti                         | Una ragione di vita            | 19 ottobre 1998   |                   |
| 6  | And the Home of the Brave                     | La tavola imbandita            | 2 novembre 1998   | 13 agosto 1999    |
| 7  | Johnny Get Your Gun                           | La pistola di Johnny           | 9 novembre 1998   |                   |
| 8  | No Sex, Some Drugs and a Little Rock 'n' Roll | Pillole miracolose             | 16 novembre 1998  |                   |
| 9  | Let's Talk About Sex                          | La ricerca sul sesso           | 23 novembre 1998  | 19 agosto 1999    |
| 10 | Here Comes Santa Claus                        | Arriva Babbo Natale            | 14 dicembre 1998  | 20 agosto 1998    |
| 11 | Nobody Knows...                               | Fuori dal tunnel               | 11 gennaio 1999   | 23 agosto 1998    |
| 12 | All That Jazz                                 | Passato al presente            | 18 gennaio 1999   |                   |
| 13 | The Tribes That Bind                          | La tribù di appartenenza       | 25 gennaio 1999   |                   |
| 14 | In Praise of Women                            | Viva le donne                  | 8 febbraio 1999   | 26 agosto 1999    |
| 15 | It Happened One Night                         | Accadde una notte              | 15 febbraio 1999  | 27 agosto 1999    |
| 16 | Paranoia                                      | Paranoia                       | 22 febbraio 1999  | 30 agosto 1999    |
| 17 | Sometimes That's Just the Way It Is           | A volte va così                | 1º marzo 1999     | 31 agosto 1999    |
| 18 | We the People                                 | Diritto di privacy             | 15 marzo 1999     | 1º settembre 1999 |
| 19 | The Voice                                     | La voce                        | 3 maggio 1999     | 2 settembre 1999  |
| 20 | All Dogs Go to Heaven                         | Tutti i cani vanno in paradiso | 10 maggio 1999    | 3 settembre 1999  |
| 21 | There Goes the Bride: Part 1                  | Arriva la sposa: Parte 1       | 17 maggio 1999    | 6 settembre 1999  |
| 22 | There Goes the Bride: Part 2                  | Arriva la sposa: Parte 2       | 24 maggio 1999    | 7 settembre 1999  |

## Due in più
- Titolo originale:  It Takes Two, Baby
- Diretto da: Burt Brinckerhoff
- Scritto da: Brenda Hampton

### Trama
La gravidanza di Annie, lascia il segno... si sente depressa. Ruthie pretende di essere gravida anche lei. Lucy segue i consigli di un libro per i suoi appuntamenti, mentre Matt si trasferisce in un appartamento con tre ragazze. Eric sta pianificando il ventesimo anniversario perfetto per Annie. I ragazzi sembrano avere un particolare interesse per Mary, e ciò ingelosisce Lucy. Nonostante questo, un amico di Mary chiede a Lucy di uscire. Matt torna a casa a causa dei problemi con le sue coinquiline. Eric e Annie dicono ai ragazzi di aspettare due gemelli!
- Guest star: Wade Carpenter (Jordan), Sheeri Rappaport (Connie Gannon), Kirsten Storms (Laura Cummings), Berlinda Tolbert (signorina Hanover), Nancy Linari (dottoressa Lisa Landsberg), Terri Conn (Charlotte), Jean Marie Barnwell (Amanda), Zander Rice (Jim), John Hayden (signor Cummings), Brandon Scott Peterson (Mike)

## Una bevanda di troppo
- Titolo originale: Drunk Like Me
- Diretto da: Joel J. Feigenbaum
- Scritto da: Carol Evan McKeand & Nigel McKeand

### Trama
Annie e le ragazze stanno riparando una vecchia automobile per Matt, poiché, per frequentare il college, si è dovuto trasferire in una confraternita. Simon ha dei problemi a passare così tanto tempo con le sue sorelle, poiché sente il bisogno di avere una figura maschile accanto a lui. I suoi problemi aumentano dopo aver sentito che forse i due gemelli saranno delle femmine. Una nuova donna in chiesa flirta con Eric. Un amico di Matt, dopo aver bevuto per un rito di iniziazione ad una festa della confraternita, finisce in ospedale. 
- Guest star: Steve Monroe (Kevin), Kim Johnston Ulrich (Nancy Randall), Christina Solis (Rita Chavez), Randy Josselyn (George), David Koplan (Jay Thompson), Jeremy John Wells (Brad), Keith MacKechnie (dottor Peterson), Jamie Bruneau (Chuck), Lisa Lee Cooper (cameriera n°1), Karen Kristofferson (cameriera n°2)

## Brutti tagli
- Titolo originale: Cutters
- Diretto da: Anson Williams
- Scritto da: Sue Tenney

### Trama
Lucy passa molto tempo con la sua nuova amica Nicole, sua compagna di classe di biologia. Matt è amareggiato nel momento in cui una ragazza rifiuta di uscire con lui. Più tardi apprende che la ragazza è già fidanzata. Ruthie sbaglia l'esame di matematica per ricevere più attenzioni da parte di Annie. Simon per motivarla le promette 50 centesimi per ogni risposta esatta al test; così costretto a pagare 20$ poiché la sorella risponde in modo esatto a tutte le domande. Mary sorprende Nicole mentre sta tentando di tagliarsi le vene in bagno. Interviene così Eric che parla col padre di Nicole e decidono che è meglio portarla da un terapista. Nicole si trasferisce così a Chicago per un paio di mesi con i genitori per seguire la terapia.
- Guest star: Allison Mack (Nicole Jacob), Mikel Jollett (Danny Anderson), Michele Abrams (Becky), Joel Polis (Ted Jacob), Aaron Seville (signor Jackson), Tim Owen (Jeff)

## Violenza a catena
- Titolo originale: The Legacy
- Diretto da: Tony Mordente
- Scritto da: Catherine LePard

### Trama
Simon vede il suo insegnante spingere un uomo che stava sgridando il figlio. Ma in seguito si sente colpevole, in quanto scopre che l'insegnante è stato licenziato. Annie prende lezioni di piano come protezione dalla gravidanza. Matt crede che una sua insegnante lo corteggi, in realtà scopre di aver frainteso il suo comportamento. Mary e due sue amiche saltano una lezione, ma vengono scoperte. Lucy dimentica il suo pranzo nella classe di geometria e trova la sua insegnante che lo sta mangiando. Ruthie ha problemi a trovare lo strumento perfetto per la classe di musica.
- Guest star: Michael Tomlinson (Robert Lane), Randy Oglesby (Carl Huff), Penny Peyser (dottoressa LaRoe), Freda Foh Shen (preside Howard), Jenette Goldstein (signora Reese), Michael Sullivan (Scott), Jacob Chase (Mark Huff), Robert Mohler (signor Kelly), Ryan Bumcrot (Adam), Marcia Ann Burrs (Dorothy Staley)

## Una ragione di vita
- Titolo originale: ...And a Nice Chianti
- Diretto da: Harvey S. Laidman
- Scritto da: Greg Plageman

### Trama
Eric prova a sollevare il morale ad una donna che ha perso il figlio tre anni prima. Lei vuole incontrare le persone a cui sono stati trapiantati gli organi di suo figlio dopo la morte. Mary prende la patente, ma nessuno vuole andare in macchina con lei. Lucy e Simon decidono di prendere l'autobus. Una matricola si prende una cotta per Lucy, ma la sua ragazza si ingelosisce e si arrabbia con Lucy. Simon ha problemi con un ragazzo che lo vuole aiutare per i compiti a casa. Una ragazza gravida ruba la macchina a Matt.
- Guest star: Susan Blakely (Elizabeth Brown), Christopher Michael (sergente Michaels), Adam Wylie (Marvin), Jenna von Oÿ (Theresa), Natasha Melnick (Sheila), Mathew Botuchis (Stevie Stevenson), Craig Hauer (Nick), Alison La Placa (Carolyn Fulton), Rafael Rojas III (tipo tosto n°1), Shan Elliot (tipo tosto n°2)

## La tavola imbandita
- Titolo originale:  And the Home of the Brave
- Diretto da: Harry Harris
- Scritto da: Brenda Hampton

### Trama
Il padre di Annie, Charles, e Ginger si sposano. Il matrimonio dovrebbe avere luogo a casa Camden, ma Annie non è contenta di preparare il pranzo per il ricevimento. Mentre si reca in drogheria, incontra un senzatetto e lo invita a casa. Il senzatetto decide così di cucinare per il ricevimento poiché per quarant'anni è stato uno chef. Matt e Mary escono in macchina ma si accorgono che una ruota è completamente sgonfia. Simon passa la giornata con Deena, mentre Lucy con Jordan, il ragazzo che ora può chiamare fidanzato. Ruthie, poiché si sente sola, pretende che il suo amico immaginario Harrold torni da lei per un giorno intero.
- Guest star: Graham Jarvis (Charles Jackson), Beverly Garland (Ginger Jackson), Wade Carpenter (Jordan), Nicole Cherié Saletta (Deena Stewart), Zaid Farid (tizio del servizio), Ray Walston (Millard Holmes), Nicky Blair (John), Van Epperson (guardia di sicurezza), Elizabeth Jee (impiegata allo sportello)

## La pistola di Johnny
- Titolo originale: Johnny Get Your Gun
- Diretto da: Kevin Inch
- Scritto da: Brenda Hampton

### Trama
Ruthie vuole il videogame Baboom, posseduto già da una sua amica, così bighellona per tutta la casa fingendo di lanciare bombe, cosa che infastidisce molto Annie. Simon ha un enorme problema a scuola, quando la sua ragazza Deena gli confida che il suo ex ragazzo vuole tornare con lei. Simon chiede così aiuto a Eric, poiché c'è qualcuno che lo minaccia: così il padre prova a risolvere il problema, ma con brutte conseguenze. 

Matt presenta Mary ad una sua amica, Shana, e a suo fratello, il quale chiede a Mary di uscire. La ragazza però non sa che è un violento. Lucy prova ad essere romantica con Jordan e vuole schiaffeggiarlo dopo aver visto il film anni 30', Via col vento.
- Guest star: Jake Richardson (Johnny Morton), Maureen Flannigan (Shana Sullivan), Christopher Michael (sergente Michaels), Nicole Cherié Saletta (Deena Stewart), Wade Carpenter (Jordan), Jim Holmes (preside di Ruthie), Jesse Raynes (George Sullivan), Carey Eidel (vicepreside Blackstone), Scott Wilkinson (signor Morton), Keith MacKechnie (dottor Peterson)

## Pillole miracolose
- Titolo originale: No Sex, Some Drugs and a Little Rock 'n' Roll
- Diretto da: David Plenn
- Scritto da: Sue Tenney

### Trama
La vecchia band di Eric è tornata in città per un concerto. Nonostante vi sia il sospetto che il gruppo sia entrato nel tunnel della droga, la famiglia Camden, decide comunque di ospitarli in giardino. Simon inizia a bere caffè, al punto, probabilmente, di diventarne dipendente. Lucy sta perennemente al telefono con Jordan, mentre Ruthie non smette mai di masticare chewing-gum. Mary scopre che una sua compagna di squadra prende delle pillole per aumentare le sue energie per cui decide di prenderle anche lei. Ma quella sera l'amica di Mary, mentre gioca a basket, ha un attacco di cuore.
- Guest star: Peter Tork (Chris), David Glen Eisley (Don), Keith Allison (Ray), Alexandra Glazer (Diane Butler), Larry Joshua (signor Butler), Michael Sullivan (Scott), Alicia Leigh Willis (Corey Conway)

## La ricerca sul sesso
- Titolo originale: Let's Talk About Sex
- Diretto da: Tony Mordente
- Scritto da: Brenda Hampton

### Trama
Eric ed Annie frequentano un corso prenatale. Annie aiuta due giovani ragazze a portare a termine la gravidanza, mentre Eric aiuta i loro ragazzi a trovare un lavoro. Simon per la prima volta ha un lavoro: deve fare da baby-sitter, ma Ruthie si comporta come sempre da viziata e si mette nei guai. Lucy sta pensando di copulare con Jordan per vedere se il ragazzo è veramente attratto da lei. Matt deve fare una ricerca sul sesso per la sua classe ma ha dei problemi nel trovare l'argomento.
- Guest star: Wade Carpenter (Jordan), Alison Lohman (Barbara), Christine Lakin (Cassandra), Michael Peña (Roger), Matt Schulze (Sam), Judith Moreland (insegnante), Tamara Braun (Ellen), Annie Barker (ragazza n°1), Kylee Cochran (Janet), Jeff Payton (Arnold)

## Arriva Babbo Natale
- Titolo originale: Here Comes Santa Claus
- Diretto da: Joel J. Feigenbaum
- Scritto da: Chris Olsen & Jeff Olsen

### Trama
È Natale ed Eric con Matt, Mary e Lucy decide di lavorare per la comunità. Mary e Lucy non sono entusiaste di questo lavoro: Mary deve lavorare in una cucina mentre Lucy deve organizzare delle audizioni per il presepe vivente in chiesa. Matt invece deve fare Babbo Natale per le strade. Prima di partire per le vacanze con la sua famiglia, Jordan si sbaglia e dà a Lucy un regalo originariamente indirizzato alla scimmia di suo zio invece di darle un dono con scritto "I Love You". Mary incontra un ragazzo, Carlos, alla mensa dei poveri dove lavora e lo invita a casa Camden. Ruthie perde lo spirito del Natale quando scopre che il Babbo Natale per strada è Matt. Da ultimo, la famiglia Camden convince Carlos a tornare a New York per la vigilia di Natale e festeggiare con la sua famiglia.
- Guest star: Anna Maria Horsford (Joyce), Carlos Ponce (Carlos Rivera), Wade Carpenter (Jordan), Amy Weber (Jenny), Curtis Williams (ragazzo), Ruth Buzzi (operatrice telefonica), Tim Conway (Rocky, Babbo Natale), Joe Gieb (Joe), Leslie Lunceford (ragazza), Daniel Landsberg (Landsburger)

## Fuori dal tunnel
- Titolo originale: Nobody Knows...
- Diretto da: Harry Harris
- Scritto da: Brenda Hampton & Catherine LePard

### Trama
Mary non riesce a parcheggiare l'auto sebbene abbia la patente. Così durante il test inizia a piangere, ma il tester la promuove comunque. Simon scopre che la sua fidanzata Deena soffre di Leucemia da quando aveva cinque anni. Sebbene ogni anno debba fare dei controlli per sicurezza, Deena sembra essere guarita del tutto. Ruthie così chiama una donna-medium per chiederle le sorti di Deena. Infine, la sorella di Eric, Julie, torna a Glenoak, ha un nuovo lavoro e comincia così una nuova vita. 
- Guest star: Deborah Raffin (Julie Camden), Rod Loomis (agente della motorizzazione), Nicole Cherié Saletta (Deena Stewart), Phyllis Diller (Mabel), Don Matheson (Ron), Bill Ferrell (Coach Fischer)

## Passato e presente
- Titolo originale:  All That Jazz
- Diretto da: Harvey S. Laidman
- Scritto da: Sue Tenney

### Trama
Simon, per il loro anniversario dei tre mesi, vuole acquistare il regalo perfetto per Deena. Rod, l'ex fidanzato di Lucy, passa molto tempo a casa Camden sia perché è arrabbiato con suo padre che per il fatto che sua madre è morta. Heather è tornata a Glenoak e dice a Matt che sta per sposarsi. Intanto il Dr. Hastings, che per poco non uccideva Matt al momento del parto, lavora all'ospedale di Glenoak con grande disappunto di Annie, in quanto, molto probabilmente sarà lui che dovrà far nascere i due gemelli. Mary dice a tutti di essere tornata con Wilson per ricevere più attenzioni da parte dei ragazzi. Da ultimo, Michael Towner, che due anni prima aveva investito Mary, le telefona, chiedendo di trasferirsi nuovamente a Glenoak, ma Mary capisce che non prova più alcun sentimento verso di lui. Ruthie vuole scappare di casa perché con l'arrivo dei gemelli riceve meno attenzioni, così Annie le regala un album con le sue foto da piccola. Simon ordina del cibo al "Dairy Shack" per vedere Matt alle prese col suo nuovo lavoro. Matt viene licenziato quando incontra la sua vecchia fidanzata Shana.
- Guest star: Ed Begley Jr. (dottor Hank Hastings), Andrea Ferrell (Heather Cain), Donnie Jeffcoat (Michael Towner), Meg Wittner (Donna Kane), Tyrees Allen (dottor Warren), Toran Caudell (Rod), David Netter (Nigel Hamilton), Kenneth Robert Shippy (Paul)

## Paranoia
- Titolo originale: Paranoia
- Diretto da: Stephen Collins
- Scritto da: Ron Darian

### Trama
Eric sospetta che l'ex-ragazzo di Lucy, Jimmy Moon, sia entrato nel giro della droga. Eric, Annie e il resto della famiglia Camden, proibisce a Lucy di parlare al ragazzo. Lucy non li ascolta, cercando Jimmy Moon. Ruthie prova a tenere separati Matt e la sua nuova ragazza Shana, non rivelando al fratello che la ragazza gli ha telefonato. Da ultimo, Simon prova ad entrare nella squadra di baseball.
- Guest star: Matthew Linville (Jimmy Moon), Alan Fudge (Lou Dalton), Frank Collison (Fred Moon), Maureen Flannigan (Shana Sullivan), Blake Collins (bambino n°2), Don Dowe (allenatore), Brandon Gilberstadt (bambino n°3), Jessica Harper (Norma Moon), James Howell (detective n°1), Erich L. Harris (detective n°2)

## A volte va così
- Titolo originale: Sometimes That's Just the Way It Is
- Diretto da: Kevin Inch
- Scritto da: Linda Ptolemy

### Trama
Ted ed Emily vogliono divorziare, così Eric cerca di consigliarli. Matt decide di entrare nell'esercito senza parlarne coi genitori. Nel frattempo, Mary e Lucy sono disperate perché vogliono uscire di casa, ma rimangono poi coinvolte in un incidente d'auto. Matt non può entrare nell'esercito perché non è adatto. Simon prova a cercare il suo anello per scacciare la sfortuna. Ruthie cerca di ottenere maggiori attenzioni, mentre tutti sono occupati coi gemelli.
- Guest star: Shashawnee Hall (reclutatore dell'esercito), Cara DeLizia (Glenda), Corbin Bernsen (Ted Grant), Amanda Pays (Emily Grant), Cameron Bender (Jeff), Bobbie Holtzman (Carol), Linda Ljoka (Joanne), Amy Alexandra Lloyd (Louise), Kip Pardue (Chris)

## Diritto di privacy
- Titolo originale: We the People
- Diretto da: Harry Harris
- Scritto da: Catherine LePard

### Trama
Al college di Matt vi è una questione tra il preside e uno studente, questione che fa esplodere una sorta di violenza morale. Simon e Ruthie vengono messi nei guai dal signor Mallone, ma ad aiutarli c'è la signorina Hinkle. Matt rimane coinvolto in una rissa con alcuni ragazzi del college riguardo alla questione di inizio episodio. Mary convince Lucy ad andare all'appuntamento con il ragazzo a cui Mary ha tamponato l'auto.
- Guest star: Kerrie Keane (Gillian Brenner), Peg Phillips (signora Hinkle), Maureen Flannigan (Shana Sullivan), Michael Sullivan (Scott), Dublin James (Miles Olsen), David Dukes (Jack Brenner), Andrew Benne (Clancy Daniels), Steve Lipinsky (Doug Lightner), Ed Brigadier (presidente), Scott Alan Smith (uomo n°1)

## La voce
- Titolo originale:  The Voice
- Diretto da: David Plenn
- Scritto da: Ron Darian

### Trama
Eric difende Rudy, il custode della scuola di Simon, quando dichiara di ricevere dei messaggi da Dio. Annie vuole avere una serata libera per uscire con delle amiche. Ruthie vede uno scimpanzé sull'albero in giardino, ma nessuno ci crede quando lo racconta. Mary fa da baby-sitter ai gemelli mentre Lucy se ne infischia.
- Guest star: Maureen Flannigan (Shana Sullivan), Carey Eidel (vicepreside Blackstone), Scott Ferguson (Tucker), Olivia Brown (Patricia Hamilton), Jack Carter (Rudy Steineger), Felipe Alejandro (guardia di sicurezza), Joann Evans (Ellen), Jason Graham (ragazzo), Brynn Harris (Janet), Bryan Macrina (Stu)

## Tutti i cani vanno in paradiso
- Titolo originale: All Dogs Go to Heaven
- Diretto da: Paul Snider
- Scritto da: Chris Olsen & Jeff Olsen

### Trama
Due parrocchiani implorano Eric di portare il loro cane dal veterinario per sopprimerlo. Matt sorprende Mary a baciarsi con Michael Tower, così i due fratelli litigano, poiché la ragazza dice al fratello di non intromettersi nella sua vita privata. Simon e Lucy hanno un doppio appuntamento con Deena e il fratello maggiore giunto a farle visita. Doppio appuntamento che si rivela un gran successo.
- Guest star: Frank Birney (Burt Carberry), Rosanna Huffman (Cheryl Carberry), Christopher Michael (sergente Michaels), Julian Barnes (autista), Douglas Tait (frequentatore di feste n°1), Wolfgang Gerhard (cameriere), Donnie Jeffcoat (Michael Towner), Christopher Khayman Lee (Jack), Nicole Cherié Saletta (Deena Stewart), Jonathan T. Floyd (frequentatore di feste n°2)

## Arriva la sposa: Parte 1
- Titolo originale: There Goes the Bride: Part 1
- Diretto da: Tony Mordente
- Scritto da: Brenda Hampton & Sue Tenney

### Trama
Il matrimonio di Heather si avvicina, ed Eric è preoccupato per Matt. Eric viene a sapere che sua sorella Julie è fidanzata col Dr. Hasting. Lucy e Simon vengono travolti in un triangolo amoroso. Ruthie vuole fare la damigella d'onore al matrimonio di Heather.
- Guest star: Deborah Raffin (Julie Camden), Ed Begley Jr. (dottor Hank Hastings), Maureen Flannigan (Shana Sullivan), Andrea Ferrell (Heather Cain), Nicole Cherié Saletta (Deena Stewart), Shane Meier (Joe), Meg Wittner (Donna Kane), Wade Carpenter (Jordan), Julie Berman (Shelby Connor), Norman Weiss (Zack)

## Arriva la sposa: Parte 2
- Titolo originale: There Goes the Bride: Part 2
- Diretto da: Burt Brinckerhoff
- Scritto da: Brenda Hampton

### Trama
Eric aiuta una coppia in difficoltà. Mary, Lucy e Simon assistono ai guai causati dall'amore vietato, specialmente Simon che viene sorpreso in camera sua da solo con Deena, mentre si baciano vicino al letto. Julie e il Dr. Hank Hastings si sposano e scoprono di aspettare un bambino. Heather rompe il fidanzamento quando scopre che il suo ex-futuro marito ha una relazione. Matt prova a salvare la sua relazione con Shana, dopo essere scappato con Heather, chiedendole perdono.
- Guest star: Deborah Raffin (Julie Camden Hastings), Ed Begley Jr. (dottor Hank Hastings), Maureen Flannigan (Shana Sullivan), Julie Berman (Shelby Connor), Wade Carpenter (Jordan), Koli Cutler (Mason), Andrea Ferrell (Heather Cain), Heidi Kramer (Suzy), Shane Meier (Joe), Nicole Cherié Saletta (Deena Stewart)